# Port de Barroude
Pour les articles homonymes, voir Barroude (homonymie).
Le port de Barroude ou port de Barrosa est un col de montagne pédestre frontalier des Pyrénées à 2 534 ou 2 536 mètres d'altitude entre le département français des Hautes-Pyrénées, en Occitanie, et la province de Huesca, en Aragon.
Il est situé au lieu-dit de Barroude sur la frontière franco-espagnole.
Il fait communiquer la vallée d'Aure côté français, via la vallée de la Géla, avec la vallée de Bielsa côté espagnol.

## Toponymie
Le mot port signifie en gascon « porte » ou « col », c'est le pendant de puerto en espagnol.
En occitan, barroude dérive de barris, barrat désignant un lieu fermé délimité de toutes parts, dont l’accès est interdit par des barres rocheuses, ou par des pentes et des sommets difficilement accessibles.

## Géographie
Le port de Barroude est encadré par le pic de Troumouse (3 085 m) à l'ouest et le Soum de Barroude (2 674 m) à l'est. 
Il abrite la croix frontière no 322.

### Hydrographie
Le col délimite la ligne de partage des eaux entre le bassin de la Garonne, qui se déverse dans l'Atlantique côté nord, et le bassin de l'Èbre, qui coule vers la Méditerranée côté sud.

## Protection environnementale
Le col est situé dans le parc national des Pyrénées et fait partie d'une zone naturelle protégée, classée ZNIEFF de type 1 : haute vallée d'Aure en rive droite, de Barroude au col d'Azet.

## Voies d'accès
On y accède côté français depuis le premier virage en épingle à cheveux de la route (D 173) qui monte au tunnel Aragnouet-Bielsa, après le carrefour D 173-D 118, se détache, à 1 390 m d'altitude, une piste qui remonte la vallée sur son flanc droit en direction du refuge de Barroude (2 373 m) au bord du lac de Barroude (2 355 m) au pied du col.
Côté espagnol, le col donne accès au cirque de Barrosa et son rio Barrosa dans la vallée de Bielsa où l'on peut rejoindre Ainsa.